# 輝山立
輝山 立（きやま りゅう、1992年9月11日 - ）は、日本の俳優である。東京都出身。株式会社GFA所属。

## 人物
- 趣味はサッカー、ランニング。特技は空手、ドラム、ダンス。
- その後エンターテイメント・ボーイズユニット『演舞Re夢（EMBLEM）』に留学生として加入、その後2016年11月をもってEMBLEMが活動休止。個人としてもグループ活動を終了している。
- 家族編成は、父、母、弟の4人家族。

## 出演

### テレビ
- ytv 『慰謝料弁護士』 第5話 -
- TOKYO MX 『防災特番』 - リポーター
- TCN 『エンタメ予報テレビ』（2016年10月4日〜） - メインMC
- TOKYO МX 『ツキプロch.』第3回（2016年10月21日） - ゲスト出演
- TOKYO МX 『ツキステ。TV』（2017年4月5日 - 5月10日、全6回）
- TOKYO MX 『Actors Navi』（2017年7月18日） - ゲスト出演
- TOKYO MX / DHC『エクストリーム Beauty』（2017年3月13日） - ゲスト出演
- テレビ東京 『青春!LiveChannel』（2017年5月25日） - ゲスト出演
- TOKYO MX 『號哭のカタストロフ』（2018年1月10日 - 2月14日、全6話） - 冬ノ瀬クゥ 役
- 芸能人が本気で考えたドッキリGP（2022年4月16日 フジテレビ）- 鍵開け師 役

### 映画
- 僕たちのアフター☆スクール（2011年11月5日公開）
- カバディーン!!!!!!!　嗚呼・花吹雪高校篇（2014年10月4日公開） - 記者 役
- 羊をかぞえる。（2015年11月21日公開）
- 予告犯（2015年6月6日公開） - 岩渕颯太 役
- SONG DREAMERS☆（2016年1月9日公開） - 月島京 役
- ザ・ムービー アルスマグナ危機一髪!（2016年9月17日公開） - 鈴木大輔 役
- 逃げた魚はおよいでる。（2017年12月2日公開） - トミー 役
- 岡野教授の千年花草譚（2018年、2020年3月13日一般公開[1]） - 橋田武雄 役
- 岡野教授の南極生物譚（2019年3月公開） - 橋田武雄 役[2]
- さそりとかゑる（2019年冬公開） - 鴨川四郎 役

### 舞台
2013年
- Dance×Act LIVE『レターズ・カラーズ』（2013年12月21日 - 23日、相鉄本多劇場） - 少年 役

2014年
- レトロゲームシアター『スペランカー』（2014年2月19日 - 23日、上野ストアハウス） - マキムラ 役
- ライブ・エンタテイメント 舞台『人狼の王子様☆』（2014年2月11日 - 16日、戸野廣浩司記念劇場） - ジェームズ 役
- SBZ旗揚げ公演『THE FAMILY〜絆〜』（2014年4月24日 - 27日、シアターサンモール） - 高橋マサル 役
- クリエイティヴ零『ミュージカル☆忍者じゃじゃ丸くん』（2014年5月20日 - 25日、THEATER GREEN BIG TREE THEATER） - 主演：じゃじゃ丸 役
- ライブ・エンタテイメント 舞台『人狼の王子様☆2nd season』（2014年4月29日 - 5月11日、上野ストアハウス） - ジェームズ役
- Initial Film株式会社 第三回公演『あなたに贈るキス2』（2014年7月9日 - 13日、俳優座劇場） - 後藤康彦 役
- HYBRID PROJECT Vol.12『大江戸バックドラフト』（2014年10月16日 - 19日、紀伊国屋ホール） - 定吉 役

2015年
- ワイアールジャパン『拳聖』（2015年1月15日 - 18日、シアターサンモール） - トシ 役
- ＠emotion presents expretion Vol.5『CRAZY SOUND』（2015年4月22日 - 26日、日暮里d-倉庫） - 主演：クラッチ 役
- GFAプロデュース『ソングドリーマーズ☆』（2015年5月8日 - 5月10日、上野ストアハウス） - 月島京 役
- HYBRID PROJECT Vol.13『Nouvell Vague』（2015年7月1日 - 5日、博品館劇場） - モキチ 役
- 『魔劇 今日から(マ)王!』〜魔王再降臨〜（2015年10月1日 - 12日、全労済ホール スペース・ゼロ） - 村田健 役
- GFAプロデュース『ソングドリーマーズ☆LIVE』（2015年10月21日 - 10月25日、恵比寿CreAto） - 月島京 役
- 舞台『遙かなる時空の中で6』（2015年11月27日 - 12月6日、全労済ホール スペース・ゼロ） - ルードハーネ 役

2016年
- 舞台『私のホストちゃん　THE FINAL　〜激突!名古屋栄編〜』（2016年1月29日 - 2月14日、天王洲銀河劇場/2月20日、ももちパレス大ホール/2月26日 - 28日。森ノ宮ピロティホール/2016年3月1日 - 2日/名古屋芸術創造センター）
- 舞台『熱いぞ!猫ヶ谷!!』（2016年3月16日 - 20日、品川プリンスホテル クラブeX） - 伊吹冬斗 役
- 2.5次元ダンスライブ『ツキウタ。』ステージ ver.BLACK（2016年4月23日 - 5月1日、星陵会館） - 師走駆 役[3]
- 第3回 SANETTY Produce『Hands Up』（2016年5月25日 - 29日、新宿村LIVE） - アルフレッド 役
- 『ダイヤのA』The LIVE III（2016年8月19日 - 9月5日、Zeppブルーシアター六本木） - 轟雷市 役
- 2.5次元ダンスライブ『ツキウタ。』第二幕 〜月歌奇譚「夢見草」〜（2016年10月27日 - 31日、Zeppブルーシアター六本木） - 師走駆 役[4]
- ツキプロ祭・冬の陣 昼の部『ツキステ。LUNATIC LIVE』（2016年12月4日、パシフィコ横浜 国立大ホール） - 師走駆 役
- 「もっと歴史を深く知りたくなるシリーズ」第3弾　舞台『剣豪将軍義輝～戦国に輝く清爽の星～』（2016年12月8日 - 14日、EXシアター六本木） - 小四郎 役

2017年
- 舞台『私のホストちゃん　REBORN』（2017年1月11日 - 22日、サンシャイン劇場 / 1月28日 - 29日、森ノ宮ピロティホール / 2月1日 - 2日、東海市芸術劇場大ホール） - 好平役
- 2.5次元ダンスライブ『ツキウタ。』第3幕『TRI! SCHOOL REVOLUTION!』Ver.BLACK（2017年3月8日 - 12日、Zeppブルーシアター六本木） - 師走駆 役
- 『TRICKSTER』～the STAGE～（2017年4月12日 - 16日、Zeppブルーシアター六本木） - ルイト 役
- 舞台『遙かなる時空の中で6 幻燈ロンド』（2017年5月4日 - 10日、全労済ホール スペース・ゼロ） - ルードハーネ 役
- 「もっと歴史を深く知りたくなるシリーズ」第4弾　舞台『剣豪将軍義輝～星を継ぎし者たちへ～』（2017年6月8日 - 18日、EXシアター六本木） - 小四郎 役
- 朗読舞台『逢いたくて・・・』（2017年7月17日、三越劇場）
- 超体感ステージ『キャプテン翼』（2017年8月18日 - 9月3日、Zeppブルーシアター六本木） - 石崎了 役
- ツキプロ文化祭『死にかけ男が転生目指して芸能界で頑張ります！〜しにてん〜』（2017年9月13日 - 17日、全電通労働会館） - 師走駆 役
- 2.5次元ダンスライブ『ツキウタ。』第4幕『Lunatic Party』（2017年10月11日 - 15日、Zeppブルーシアター六本木） - 師走駆 役
- 『LUNATIC LIVE 2017』 in SHANGHAI（2017年10月21日 - 22日、MODERN SKY LAB（上海）） - 師走駆 役
- 2.5次元ダンスライブ『ツキウタ。』第5幕『Rabbits Kingdom』（2017年11月30日 - 22日、アイアシアタートーキョー） - 師走駆 役

2018年
- 東京マハロ第20回公演『明日、泣けない女／昨日、甘えた男』（2018年1月18日 - 28日、東京芸術劇場シアターウエスト）
- 朗読劇『メイクヒーロー DMM VR THEATER Version』チームO（2018年4月3日 - 8日、DMM VR THEATER）
- 2.5次元ダンスライブ『ツキウタ。』第6幕『紅縁』（2018年10月18日 - 11月4日、品川ステラボール） - 師走駆 役
- 2.5次元ダンスライブ『ツキウタ。』第7幕『CYBER-DIVE-CONNECTION』（2018年12月5日 - 9日、ヒューリックホール東京/12月13日 - 16日、メルパルクホール） - 師走駆 役

2019年
- 2.5次元ダンスライブ『ツキウタ。』第8幕『TSUKINO EMPIRE-Unleash your mind』（2019年3月27日 - 3月31日、舞浜アンフィシアター） - 師走駆 役
- ミュージカル『封神演義-目覚めの刻-』（2019年1月13日 - 20日、EX THEATER ROPPONGI） - 哪吒 役
- Starry☆Sky on STAGE（2019年7月10日 - 15日、品川プリンスホテル クラブeX） - 陽日直獅 役
- コジコジ（2019年8月21日 - 25日、CBGKシブゲキ!!） - 次郎 役
- ハイパープロジェクション演劇『「ハイキュー!!」〝飛翔〞』(2019年11月1日 - 4日、TOKYO DOME CITY HALL/11月9日 - 16日、大阪メルパルクホール/11月22日 - 24日、多賀城市民会館 大ホール/12月6日 - 15日、日本青年館ホール)- 星海光来役

2020年
- Starry☆Sky on STAGE SEASON2 星雪譚（2020年1月15日 - 26日、紀伊國屋サザンシアター TAKASHIMAYA） - 陽日直獅 役
- 朗読劇『特別捜査 密着24時 from 100シーンの恋＋』（2020年7月6日）-王寺豊役
- 「舞台 真・三國無双～赤壁の戦いIF～」（2020年8月20日 - 24日/日本青年館ホール) - 陸遜 役
- 東京マハロ第24回公演「〇〇ちゃんが好きなのよ」（2020年9月9日 - 13日/東京芸術劇場シアターウエスト) - 浜村先生役
- 舞台『SERVAMP-サーヴァンプ-』（2020年11月27日 - 12月6日/こくみん共済coopホール/スペース・ゼロ) - 有栖院御園役
- 演劇ユニット【爆走おとな小学生】第十四回全校集会「初等教育ロイヤル」【白組】（2020年12月25日 - 27日、COOL JAPAN PARK OSAKA TTホール/2021年1月7日 - 8日、シアター1010）- あきよし役

2021年
- ハイパープロジェクション演劇「ハイキュー!!」〝頂の景色・２〞（2021年3月20日 - 21日、TOKYO DOME CITY HALL / 4月3日・4日、多賀城市民会館 大ホール / 4月9日 - 11日、梅田芸術劇場 シアター・ドラマシティ / 4月17日 - 18日、あましんアルカイックホール / 4月23日 - 24日北九州ソレイユホール/5月9日配信) - 星海光来役
- ReadingStage『心理試験』（2021年6月11日 - 12日、浅草花劇場）- 斎藤勇 役
- 『ZooZ The Stage-コンクリートジャングル-』(2021年7月7日 - 11日、TOKYO DOME CITY THEATRE G-ロッソ) - ハヤテ役
- 『信長の野望・大志～最終章～群雄割拠関ケ原』(2021年7月23日 - 29日、かめありリリオホール) - 徳川家康役
- 『Paradox Live on Stage』（2021年9月9日 - 12日、品川プリンスホテル ステラボール） - 闇堂四季 役
- 『青山オペレッタ THE STAGE』～ルーナ・ピエナ／満ちる月～（2021年10月9日 - 12日、渋谷区文化総合センター大和田 さくらホール） - 聖波留 役[5]
- 『SK∞ エスケーエイト The Stage』第一部 The First Part ～熱い夜のはじまり～（2021年12月2日 - 12日、天王洲 銀河劇場） - MIYA役

2022年
- 『青山オペレッタ THE STAGE』～ファルチェ・インヴェルソ／逆さの三日月～（2022年5月4日 - 8日、渋谷区文化総合センター大和田 さくらホール） - 聖波留 役[6]
- 『青山オペレッタ THE STAGE』2周年記念スペシャル・レヴューショー！（2022年10月28日 - 31日、シアター1010） - 聖波留 役[7]
- 舞台『MARGINAL#4』 BIG BANG STAGE（2022年2月23日 - 27日、ヒューリックホール東京）- 野村アール 役[8]
- ミュージカル『ロミオの青い空』（2022年3月31日 - 4月3日、東京建物 Brillia HALL）- ミカエル 役
- 舞台「ドロシー」（2022年8月31日 - 9月9日、草月ホール）- トト 役[9][10]
- ミュージカル『ウインドボーイズ！』（2022年12月22日 - 27日、シアター1010）- 泉谷真秀 役[11]

2023年
- 『SK∞ エスケーエイト The Stage』第二部 The Last Part～俺たちの無限大～（2023年1月11日 - 15日、シアター1010） - MIYA役[12]
- 『Paradox Live on Stage vol.2』（2023年3月9日 - 19日、品川プリンスホテル ステラボール） - 闇堂四季 役[13]
- ミュージカル『忍たま乱太郎』第13弾〜ようこそ！忍たま文化祭！〜（2023年4月7日 - 23日、東京ドームシティ シアターGロッソ）- 小松田秀作 役[14][15]
- 舞台「黎明の王」（2023年7月20日 - 23日、六行会ホール）- ビクター 役[16]
- ミュージカル『忍たま乱太郎』 第13弾 再演『ようこそ！忍たま文化祭！』（9月29日 - 10月15日、東京ドームシティ シアターGロッソ・10月20日 - 22日、COOL JAPAN PARK OSAKA TTホール）-  小松田秀作 役
- ロックミュージカル「新宿のありふれた夜」（2023年11月23日 - 26日、シアターΧ） - 健一 役[17]
- ミュージカル『忍たま乱太郎』第13弾 忍術学園 学園祭2023（2023年12月8日 - 10日、TACHIKAWA STAGE GARDEN / 12月15日 - 17日、COOL JAPAN PARK OSAKA TTホール） - 小松田秀作 役[18]

2024年
- 舞台「蒼穹の王」（2024年2月24日 - 28日、IMAホール）[19]
- ミュージカル『忍たま乱太郎』 第14弾『五年生!対六年生!～お宝を探しだせ!!～』（2024年5月17日 - 6月2日、 東京ドームシティシアターGロッソ・6月8日 - 9日、 愛知県幸田町民会館） - 小松田秀作 役
- ミュージカル『忍たま乱太郎』 第14弾 再演『五年生!対六年生!～お宝を探しだせ!!～』（2024年10月19日 - 11月4日、 東京ドームシティシアターGロッソ・11月9日 - 12日、 COOL JAPAN PARK OSAKA TTホール） - 小松田秀作 役
- 青山オペレッタ THE STAGE 〜ピエナ・クラシコ / 始まりの刻〜（2024年11月21日 - 27日、新宿村LIVE） - 聖波留 役[20]

2025年
- 『ミュージカル「忍たま乱太郎」第14弾「忍術学園 学園祭」』（1月17日 - 19日、森ノ宮ピロティホール・1月24日 - 26日、TACHIKAWA STAGE GARDEN）-  小松田秀作 役
- 『ミュージカル「忍たま乱太郎」 五年生単独ライブ ～どうやら本当にやるらしい～』（2月7日 - 8日、KT Zepp Yokohama) - 小松田秀作 役[21]
- 『銀河鉄道の夜を、また』-2025-（2025年2月14日・15日、上野ストアハウス）[22]
- 舞台「the Selected World」（2025年3月5日 - 9日、萬劇場）
- 舞台『殺し屋にくびったけ』（2025年3月26日 - 30日、六行会ホール）[23]
- ミュージカル『忍たま乱太郎』第15弾 走れ四年生！ 戦え六年生！ 〜閻魔岳を駆け抜けろ〜（2025年5月23日 - 6月8日、東京ドームシティ シアターGロッソ / 6月14日・15日、COOL JAPAN PARK OSAKA WWホール） - 小松田秀作 役[24]
- 舞台『葬列の王』（2025年7月3日 - 6日、こくみん共済 coop ホール/スペース・ゼロ）[25]
- 体験型演劇『ガリレオの目-それでも地球は-』（2025年8月13日 - 17日、シアター・アルファ東京）[26]
- テンダープロプロデュース 朗読劇『遠き夏の日2025』（2025年8月23日〈予定〉、赤坂RED/THEATER）[27][28]
- 舞台『スタンドマイヒーローズ』（2025年9月3日 - 14日〈予定〉、シアターサンモール） - 槙慶太 役[29]

### WEB
- アメーバスタジオ「ブサイクキングダム」（2014年7月30日） - ゲスト出演
- アメーバスタジオ「輝山立プレミアム放送」
- 池袋チャリンコ倶楽部 WEBドラマ「DAB+」最終話（2015年3月10日） - 新入生 役
- アメーバスタジオ「エンタメ予報テレビ」（2016年10月4日〜） - メインMC
- Rakuten Shopping Live TV（2017年9月28日） - ゲスト出演

### MPV
- THE BACK HORN『シンメトリー』（2014年2月12日公開）

### OVA
- 『眼（まなこ）』（2014年8月6日発売） - 杉山勇樹 役
- アニメ『サッカー水滸伝〜決戦! 宋江vs高俅 炎の神州カップ編〜』（2017年12月15日発売） - 林冲 役

### イベント
- 映画『ソングドリーマーズ☆』完成プレミアム先行上映会（2016年9月21日 - 22日、発明会館）
- 映画『ソングドリーマーズ☆』初日舞台挨拶（2016年1月9日、シネマート新宿）
- 『とーくすたいるvol.1』（2016年6月20日、新大久保B-BOX）
- 即興芝居×即プレビュー『potluck11』（2016年7月22日、原宿Astro Hall）
- 輝山立バースデーイベント〜24歳になりゅー!〜（2016年9月11日、小劇場シアターノルン）
- 2.5次元ダンスライブ『ツキウタ。』ステージ Blu-ray Disc 発売記念イベント BACK STAGE PARTY（2016年9月19日、銀座ブロッサム中央会館）
- 『ザ・ムービー アルスマグナ危機一髪!』舞台挨拶（2016年9月21日、新宿バルト9）
- 谷佳樹2017カレンダー発売記念イベント（2016年11月23日、シダックスカルチャーホール） - MC
- 2.5次元ダンスライブ『ツキウタ。』ステージ　劇中歌CD発売記念イベント（2016年11月27日、TKPガーデンシティ竹橋）
- 2.5次元ダンスライブ『ツキウタ。』ステージ トークショー&サイン会in台北国際動漫節（2017年2月4日・5日、台北世貿南港展覧館）
- 輝山立のゆるっとーくカフェ（2017年7月2日、LOFT9）
- 2.5次元俳優カラオケイベント『FREE TIME!!!』（2017年9月7日、TSUTAYA O-EAST）
- 舞台『遙かなる時空の中で6 幻燈ロンド』プレミアムパーティー 〜蠱惑の森〜（2017年9月16日、クルーズ・クルーズ横浜）
- 渡辺和貴Birthday記念イベント 〜スマイル 32〜（2017年9月17日、渋谷7th FLOOR）
- 映画『ソングドリーマーズ☆』DVD発売記念振り返りイベント（2017年10月9日、代アニLIVEステーション）
- 超体感ステージ『キャプテン翼』ファン感謝祭（2017年10月30日、Zeppブルーシアター六本木）
- 第2回emicoco ACT!LIVEイベント『ノーツリレーション』先行上映会（2017年11月3日、株式会社vivito 参宮橋スタジオ特設会場）
- 『おやすみコール』輝山立・奥谷知弘・笹翼・古田一紀のリトルフォース★ミーティング！！（2017年11月7日、原宿ストロボカフェ）
- 映画『逃げた魚はおよいでる。』名古屋舞台挨拶（2017年12月11日、伏見ミリオン座）
- 輝山立 2017 WINTER PARTY 〜寒さに負けずがんばりゅー！！！〜（2017年12月30日、代アニLIVEステーション）
- 反橋宗一郎トークイベント『そりパvol.8』（2018年1月31日、音部屋スクエア）

### CD・DVD
2.5次元ダンスライブ『ツキウタ。』ステージ関連商品はツキステ。参照。
- 映画『僕たちのアフター☆スクール』（2011年12月14日発売）
- 『眼（まなこ）』（2014年8月6日発売）
- 映画『カバディーン!!!!!!!　嗚呼・花吹雪高校篇』（2015年3月1日発売）
- 映画『予告犯』（2015年12月4日発売）
- 映画『羊をかぞえる。』（2016年5月15日発売）
- 魔劇『今日からマ王!』〜魔王再降臨〜（2016年7月22日発売）
- 映画『ザ・ムービー アルスマグナ危機一髪!』（2016年11月2日発売）
- 舞台『ダイヤのA』The LIVE III 挿入歌「Be The Best! Be The Blue!」 CD（2017年1月18日発売）
- 舞台『ダイヤのA』The LIVE III（2017年1月18日発売）
- 舞台『TRICKSTER〜the STAGE〜』（2017年8月29日）
- 映画『ソングドリーマーズ☆』（2017年10月9日発売）
- TV『ActorsNavi』Vol.4（2018年2月23日）

### テレビアニメ
- ダイヤのA actII（2019年 - 2020年、木島澪）

### ゲーム
- ウィンドボーイズ！（泉谷真秀[30]）

### 吹き替え

#### アニメ
- サッカー水滸伝〜決戦!宋江vs高俅 炎の神州カップ編〜（2017年、林沖）